# Wybory parlamentarne na Malcie w 1955 roku
W wyborach do Izby Reprezentantów na Malcie w 1955 roku zwyciężyła Partia Pracy przy frekwencji 81,1%. Do obsadzenia było 40 miejsc w parlamencie.

## Wyniki
|  | Partia          | Głosy  | Procent | Mandaty |
|  | --------------- | ------ | ------- | ------- |
|  | Partia Pracy    | 68.447 | 57      | 23      |
|  | Partia Narodowa | 48.514 | 40      | 17      |
|  | Niezależni      | 3.694  | 3       | 0       |